# Pólka-Raciąż
Pólka-Raciąż (prononciation : [ˈpulka ˈrat͡ɕɔ̃ʂ]) est un village polonais de la gmina de Płońsk dans le powiat de Płońsk de la voïvodie de Mazovie dans le centre-est de la Pologne.
Le village compte approximativement une population de 1 500 habitants en 2006.

## Histoire
De 1975 à 1998, le village appartenait administrativement à la voïvodie de Ciechanów.